# Очеретяний рай
«Очеретяний рай» (рос. «Камышовый рай») — радянський фільм-драма режисера Олени Циплакової, знятий у 1989 році.

## Сюжет
Герой фільму — молодий бродяга, який волею випадку потрапляє в підпільний концтабір, організований середньоазіатською мафією. Головний метод начальника табору — вбити в людині все людське, перетворити його в раба. Жорстокі умови ставлять героя перед необхідністю вибору. І він приймає рішення…

## У ролях
| Актор                | Роль                       |
| -------------------- | -------------------------- |
| Микола Стоцький      | Кеша Бобров, Бобер         |
| Олександр Бурєєв     | Вітьок Зайцев              |
| Валерій Кравченко    | Сира-Пира, господар табору |
| Віктор Поморцев      | Огірок                     |
| Йосип Риклін         | професор                   |
| Іон Аракелу          | Бомж-Бруєвич               |
| Володимир Зубенко    | Пластир                    |
| Володимир Виноградов | охоронець Веселун          |
| Віктор Гончаров      | охоронець Барон            |
| Володимир Губанов    | охоронець Єрема            |
| Жанас Іскаков        | Насир                      |
| Володимир Князєв     | Моргун                     |
| Досхан Жолжаксинов   | начальник міліції          |

## Знімальна група
- Режисер — Олена Циплакова
- Сценаристи — Ігор Агєєв, Сергій Бєлошников
- Оператор — Елізбар Караваєв
- Композитор — Владислав Петровський
- Художник — Володимир Мурзін